# Campa (Oristà)
Campa és una masia d'Oristà (Lluçanès) inclosa a l'Inventari del Patrimoni Arquitectònic de Catalunya.

## Descripció
Casa de planta rectangular i coberta amb una teulada a dues aigües.
S'edificà amb pedres irregulars lligades amb morter, aquesta rusticitat ens els aparells constructius fan evidents les diferents etapes constructives, fàcilment datables per les inscripcions de les finestres i les portes.
En una primera fase es construeix el cos que engloba la porta principal, datat per la doble finestra cantonera amb la data 1615. La segona fase va ser l'ampliació a tot el llarg de la casa doblant l'espai pel darrere amb les finestres datades el 1752 i 1784. La última fase és a les construccions situades davant de la casa, actualment corts. Aquestes estan datades amb una llinda sota teulat a doble vessant amb la inscripció: Genis Comas 1867.
Mas Campa té una masoveria al darrere, construcció de planta rectangular, gairebé quadrada, amb murs de pedres irregulars lligades amb morter. Teulat a un sol vessant orientat al nord est. Actualment s'utilitza com a cort de porcs.

## Història
La família Comas, que apareix documentada a la llinda del 1867, encara avui és la propietària de la masia. La masia encara està habitada per masovers.